# Croix du Bac
Croix du Bac of vroegere Croix-de-Bocq is een gehucht in de Franse gemeente Steenwerk in het Noorderdepartement. Het ligt drie kilometer ten zuiden van het dorpscentrum van Steenwerk, richting de Leie. Even ten zuidoosten ligt het gehucht Bac-Saint-Maur.

## Bezienswaardigheden
- De Onze-Lieve-Vrouw van Zeven Smartenkerk (église Notre-Dame des Sept Douleurs). In de tweede helft van de 19de eeuw vatten de inwoners van het gehucht het plan op om een kerk te bouwen, ondanks de tegenstand van de pastoor van Steenwerk, de gemeente en handelaars van het dorp. De inwoners bouwden zelf met eigen middelen de kerk. Na de bouw bleek het moeilijk een priester te krijgen en dreigde men er even mee een protestantse dominee te doen komen, waarop Mgr. Duquesnay, aartsbisschop van Cambrai, toch een priester stuurde. E.H. Leleu werd er op 26 januari 1870 de eerste priester. Tijdens de Eerste Wereldoorlog, op 15 oktober 1914, werd de kerk platgebrand door de Duitsers, opdat deze niet door de geallieerden zou kunnen worden gebruikt. De kerk werd heropgebouwd na de oorlog, als eerste kerk van het bisdom Rijsel. Ze werd opnieuw gewijd op 29 januari 1922 door de Rijselse bisschop Mgr. Quilliet.
- Croix-du-Bac British Cemetery, een Britse militaire begraafplaats uit de Eerste Wereldoorlog. De begraafplaats telt meer dan 500 graven.